# براندون هاريسون
براندون هاريسون (بالإنجليزية: Brandon Harrison)‏ هو لاعب كرة قدم أمريكية أمريكي، ولد في 29 أبريل 1985 في باتون روج في الولايات المتحدة.

## وصلات خارجية
- براندون هاريسون على موقع مرجع كرة القدم المحترفة.كوم (الإنجليزية)